# 格林維爾 (密西西比州)
格林維爾（英語：Greenville）是一個位於美國密西西比州華盛頓縣的城市。根據2010年美國人口普查，該地共人口38,300人，而該地的面積約為71.60平方千米。同時該地也是華盛頓縣的縣治。

## 地理
格林維爾的座標為33°23′55″N 91°02′54″W / 33.39861°N 91.04833°W，而該地的平均海拔高度為40米（即131英尺）。